# Huje
Huje er en by og kommune i det nordlige Tyskland, beliggende i Amt Itzehoe-Land under Kreis Steinburg. Kreis Steinburg ligger i den sydvestlige del af delstaten Slesvig-Holsten.

## Geografi
Huje ligger omkring 6 km nordvest fra Itzehoe. Vandløbene Bekau, Moorbek, Mühlenbach og Krammbek løber i kommunens område.